# Experience Hendrix: The Best of Jimi Hendrix
 (juin 2022).
La mise en forme du texte ne suit pas les recommandations de Wikipédia : il faut le « wikifier ».
Les points d'amélioration suivants sont les cas les plus fréquents :
- Les titres sont pré-formatés par le logiciel. Ils ne sont ni en capitales, ni en gras.
- Le texte ne doit pas être écrit en capitales (les noms de famille non plus), ni en gras, ni en italique, ni en « petit »…
- Le gras n'est utilisé que pour surligner le titre de l'article dans l'introduction, une seule fois.
- L'italique est rarement utilisé : mots en langue étrangère, titres d'œuvres, noms de bateaux, etc.
- Les citations ne sont pas en italique mais en corps de texte normal. Elles sont entourées par des guillemets français : « et ».
- Les listes à puces sont à éviter, des paragraphes rédigés étant largement préférés. Les tableaux sont à réserver à la présentation de données structurées (résultats, etc.).
- Les appels de note de bas de page (petits chiffres en exposant, introduits par l'outil «  Source ») sont à placer entre la fin de phrase et le point final[comme ça].
- Les liens internes (vers d'autres articles de Wikipédia) sont à choisir avec parcimonie. Créez des liens vers des articles approfondissant le sujet. Les termes génériques sans rapport avec le sujet sont à éviter, ainsi que les répétitions de liens vers un même terme.
- Les liens externes sont à placer uniquement dans une section « Liens externes », à la fin de l'article. Ces liens sont à choisir avec parcimonie suivant les règles définies. Si un lien sert de source à l'article, son insertion dans le texte est à faire par les notes de bas de page.
- La présentation des références doit suivre les conventions bibliographiques. Il est recommandé d'utiliser les modèles {{Ouvrage}}, {{Chapitre}}, {{Article}}, {{Lien web}} et/ou {{Bibliographie}}. Le mode d'édition visuel peut mettre en forme automatiquement les références.
- Insérer une infobox (cadre d'informations à droite) n'est pas obligatoire pour parachever la mise en page.

Pour une aide détaillée, merci de consulter Aide:Wikification.
Si vous pensez que ces points ont été résolus, vous pouvez retirer ce bandeau et améliorer la mise en forme d'un autre article.
Albums de Jimi Hendrix
First Rays of the New Rising Sun South Saturn Delta
Experience Hendrix: The Best of Jimi Hendrix est une compilation de chansons de l'artiste américain Jimi Hendrix parue le 16 septembre 1997 par le label Legacy Recordings. Elle rassemble sur un disque les vingt chansons les plus connues de sa carrière, principalement au sein de sa formation The Jimi Hendrix Experience, entre 1966 et 1970. Sorti dans un contexte de réédition et de remise à plat de la discographie du guitariste, l'album est un succès commercial.

## Historique et publication

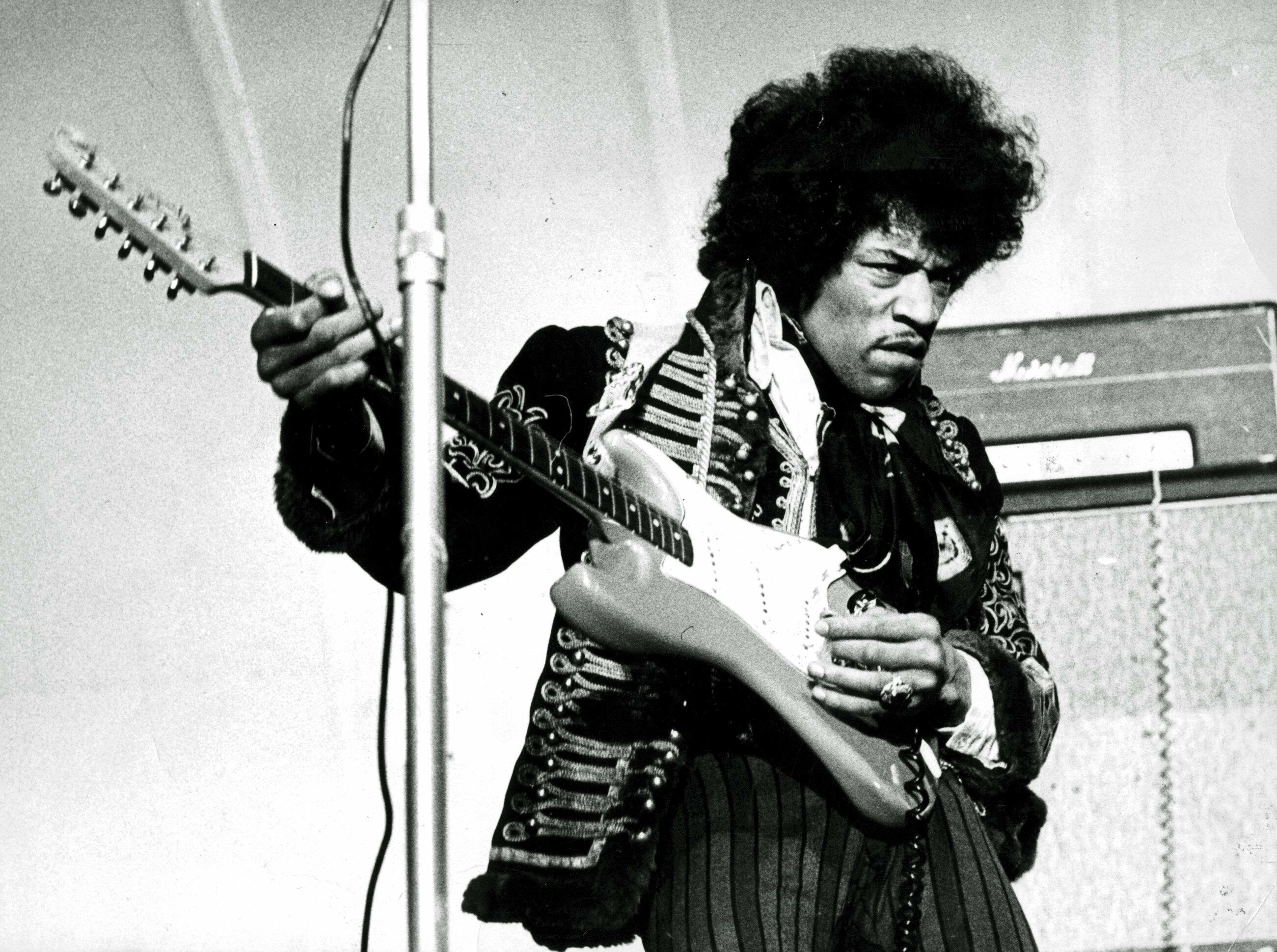
Jimi Hendrix en concert à Stockholm le 24 mai 1967.

Depuis la mort de Jimi Hendrix le 18 septembre 1970, l'héritage discographique a d'abord été géré par son ancien manager Michael Jeffery de 1970 jusqu'à sa mort en 1973, puis par le producteur Alan Douglas entre 1974 et 1995. Durant ces deux périodes, la qualité des albums posthumes est souvent inégale, voire provoque des controverses - principalement durant la période Douglas avec Crash Landing. Si les deux premières décennies présentent une certaine continuité, les années 1990 marquent une volonté de remise en ordre du patrimoine.
En 1995, le père de Hendrix (Al) et sa demi-sœur adoptive (Janie) reprend le contrôle de l'héritage musicale en créant la société Experience Hendrix LLC et décident de recourir aux services d'Eddie Kramer et de l'archiviste John McDermott,.
La reprise en main du catalogue par la famille (Experience Hendrix LLC) se traduit ainsi le 22 avril 1997 par la réédition des quatre albums sortis du vivant de Hendrix (Are You Experienced - augmenté des singles Hey Joe, Purple Haze et The Wind Cries Mary avec leurs faces B; Axis: Bold As Love, Electric Ladyland et Band of Gypsys), ainsi que de First Rays of the New Rising Sun, qui remplace The Cry of Love dans le rôle du cinquième album de Jimi Hendrix.
C'est dans ce contexte que cinq mois plus tard, Experience Hendrix publie sa première compilation complète des meilleures chansons de Jimi Hendrix. Elle comporte principalement des titres réalisés au sein du Jimi Hendrix Experience (avec Mitch Mitchell à la batterie et Noel Redding, puis Billy Cox à la basse), ainsi que la légendaire réinterprétation de l'hymne américain au festival de Woodstock qui a marqué l'histoire. Aucune chanson de la formation Band of Gypsys (avec Buddy Miles à la batterie et Billy Cox à la basse) n'est incluse ici.

## Parution et réception
L'album est bien accueilli par les critiques. Bruce Eder du site AllMusic a attribué à la compilation quatre étoiles sur cinq. Il a estimé que la collection « manque juste d'être l'anthologie parfaite de Jimi Hendrix en un disque » : alors que la compilation comprend certains des travaux ultérieurs remarquables de Hendrix, il manque plusieurs chansons de sa précédente compilation Smash Hits (en particulier le single Burning of the Midnight Lamp).
L'album se classe dix-huitième au Royaume-Uni et à la 133e place aux Etats-Unis. En 2002, il se classe à la 187e place au Canada. En 2006, il est certifié double disque de platines aux Etats-Unis pour deux millions de ventes.

## Liste des chansons
Telle que présentée lors de la publication originale en CD. Les albums d'origines indiqués sont ceux désormais publiés ou réédités par les ayants droit en 1997. Seule The Star-Spangled Banner est "inédite" (bien qu'elle soit déjà sortie en album par le passé) jusqu'à la publication de l'album Live at Woodstock en 1999.
Toutes les chansons sont écrites et composées par Jimi Hendrix, sauf mention contraire.
| 1.  | Purple Haze                                    | Are You Experienced (1967, réédition)     | 2:51 |
| 2.  | Fire                                           | Are You Experienced                       | 2:43 |
| 3.  | The Wind Cries Mary                            | Are You Experienced (réédition)           | 3:20 |
| 4.  | Hey Joe (Billy Roberts)                        | Are You Experienced (réédition)           | 3:29 |
| 5.  | All Along the Watchtower (Bob Dylan)           | Electric Ladyland (1968)                  | 3:58 |
| 6.  | Stone Free                                     | Are You Experienced (réédition)           | 3:35 |
| 7.  | Crosstown Traffic                              | Electric Ladyland                         | 2:19 |
| 8.  | Manic Depression                               | Are You Experienced                       | 3:42 |
| 9.  | Little Wing                                    | Axis: Bold as Love (1967)                 | 2:25 |
| 10. | If 6 Was 9                                     | Axis: Bold as Love                        | 5:34 |
| 11. | Foxy Lady                                      | Are You Experienced                       | 3:18 |
| 12. | Bold as Love                                   | Axis: Bold as Love                        | 4:11 |
| 13. | Castles Made of Sand                           | Axis: Bold as Love                        | 2:47 |
| 14. | Red House                                      | Are You Experienced                       | 3:50 |
| 15. | Voodoo Child (Slight Return)                   | Electric Ladyland                         | 5:12 |
| 16. | Freedom                                        | First Rays of the New Rising Sun (1997)   | 3:25 |
| 17. | Night Bird Flying                              | First Rays of the New Rising Sun          | 3:50 |
| 18. | Angel                                          | First Rays of the New Rising Sun          | 4:22 |
| 19. | Dolly Dagger                                   | First Rays of the New Rising Sun          | 4:45 |
| 20. | The Star-Spangled Banner (adaptée par Hendrix) | Live at Woodstock (sortie prévue en 1999) | 3:46 |

### Disque bonus de la réédition de 2000
En 2000, la compilation ressort en édition limitée en double CD. Le second CD contient huit chansons extraites du coffret The Jimi Hendrix Experience Box Set sorti la même année.
Toutes les chansons sont écrites et composées par Jimi Hendrix, sauf mention contraire.
| 1. | Highway Chile          | Version alternative       | 3:41 |
| 2. | Gloria (Van Morrison)  | Inédit                    | 8:54 |
| 3. | It's Too Bad           | Improvisation             | 8:53 |
| 4. | Spanish Castle Magic   | Répétition                | 5:50 |
| 5. | Hear My Train A Comin' | Répétition                | 6:58 |
| 6. | Lover Man              | Démo                      | 2:58 |
| 7. | I Don't Live Today     | Enregistrement en concert | 6:34 |
| 8. | Purple Haze            | Enregistrement en concert | 4:03 |

## Personnel
- Jimi Hendrix : guitare, chant; basse sur All Along the Watchtower et Bold As Love; kazoo sur Crosstown Traffic; glockenspiel sur Little Wing; clavecin sur Bold as Love; piano sur If 6 Was 9, Crosstown Traffic et Freedom
- Mitch Mitchell : batterie (sauf sur It's Too Bad)
- Noel Redding : basse (sauf sur les pistes 5, 12, 16–20 et les pistes bonus 3 et 6); chœurs sur Purple Haze, Fire et Crosstown Traffic
- Billy Cox : basse sur Freedom, Night Bird Flying, Angel, Dolly Dagger et Lover Man
- Buddy Miles : batterie sur It's Too Bad
- Juma Sultan : percussion sur Freedom, Dolly Dagger et The Star-Spangled Banner
- Jerry Velez : percussion sur The Star-Spangled Banner
- Larry Lee : guitare rythmique sur The Star-Spangled Banner
- The Breakaways : chœurs sur Hey Joe
- Dave Mason : guitare acoustique sur All Along the Watchtower et chœurs sur Crosstown Traffic
- Arthur & Albert Allen : chœurs sur Freedom et Dolly Dagger

- David Montgomery : photographe de la pochette avant

## Certifications
| Region      | Certification | Ventes certifiées |
| ----------- | ------------- | ----------------- |
| Argentine   | Gold          | 30,000^           |
| Australie   | Gold          | 35,000^           |
| Italie      | Gold          | 25,000*           |
| Norvège     | Gold          | 25,000*           |
| Royaume-Uni | Platinum      | 300,000           |
| Etats-Unis  | 2× Platinum   | 2,000,000^        |